# جاکومو باتزان
جاکومو باتزان (ایتالیایی: Giacomo Bazzan؛ زادهٔ ۱۳ ژانویهٔ ۱۹۵۰ - درگذشته ۲۴ دسامبر ۲۰۱۹) دوچرخه‌سوار اهل ایتالیا بود.